# Mauro Silva Sousa
Mauro Silva Sousa, noto semplicemente come Mauro (Livramento, 31 ottobre 1990), è un ex calciatore brasiliano, di ruolo centrocampista.

## Carriera
Dopo gli inizi in patria si è trasferito al Gil Vicente, club con il quale ha esordito nella massima serie portoghese nel 2011, per poi passare, l'estate seguente, al Braga.

## Palmarès

### Club

#### Competizioni nazionali
- Coppa del Portogallo: 1

Braga: 2015-2016